# Stanisławów (powiat Miński)
Stanisławów is een dorp in het Poolse woiwodschap Mazovië, in het district Miński. De plaats maakt deel uit van de gemeente Stanisławów en telt 1200 inwoners.